# Sarzeau
Sarzeau (en bretó Sarzhav) és un municipi francès, situat a la regió de Bretanya, al departament d'Ar Mor-Bihan. L'any 2006 tenia 7.155 habitants. El 20 de desembre de 2006 el consell municipal va aprovar la carta Ya d'ar brezhoneg. A l'inici del curs 2007 el 4,7% dels alumnes del municipi eren matriculats a la primària bilingüe.

## Demografia
| 1962                                       | 1968  | 1975  | 1982  | 1990  | 1999  |
| ------------------------------------------ | ----- | ----- | ----- | ----- | ----- |
| 3.669                                      | 3.676 | 4.088 | 4.406 | 4.972 | 6.143 |
| Des de 1962: població sense dobles comptes |       |       |       |       |       |

## Administració
| Període   | Identitat         | Partit        |
| --------- | ----------------- | ------------- |
| 1989-2001 | Yves Borius       | Divers droite |
| 2001-2008 | Henri Bénéat      | Divers droite |
| 2008-     | David Lappartient | UMP           |

## Personatges il·lustres
- Artur III de Bretanya (1393-1458), conestable de França nascut al castell de Suscinio
- Alain-René Lesage (1668-1747), dramaturg bretó en francès
- Xavier de Langlais (1906-1975), pintor i escriptor en bretó

## Galeria d'imatges

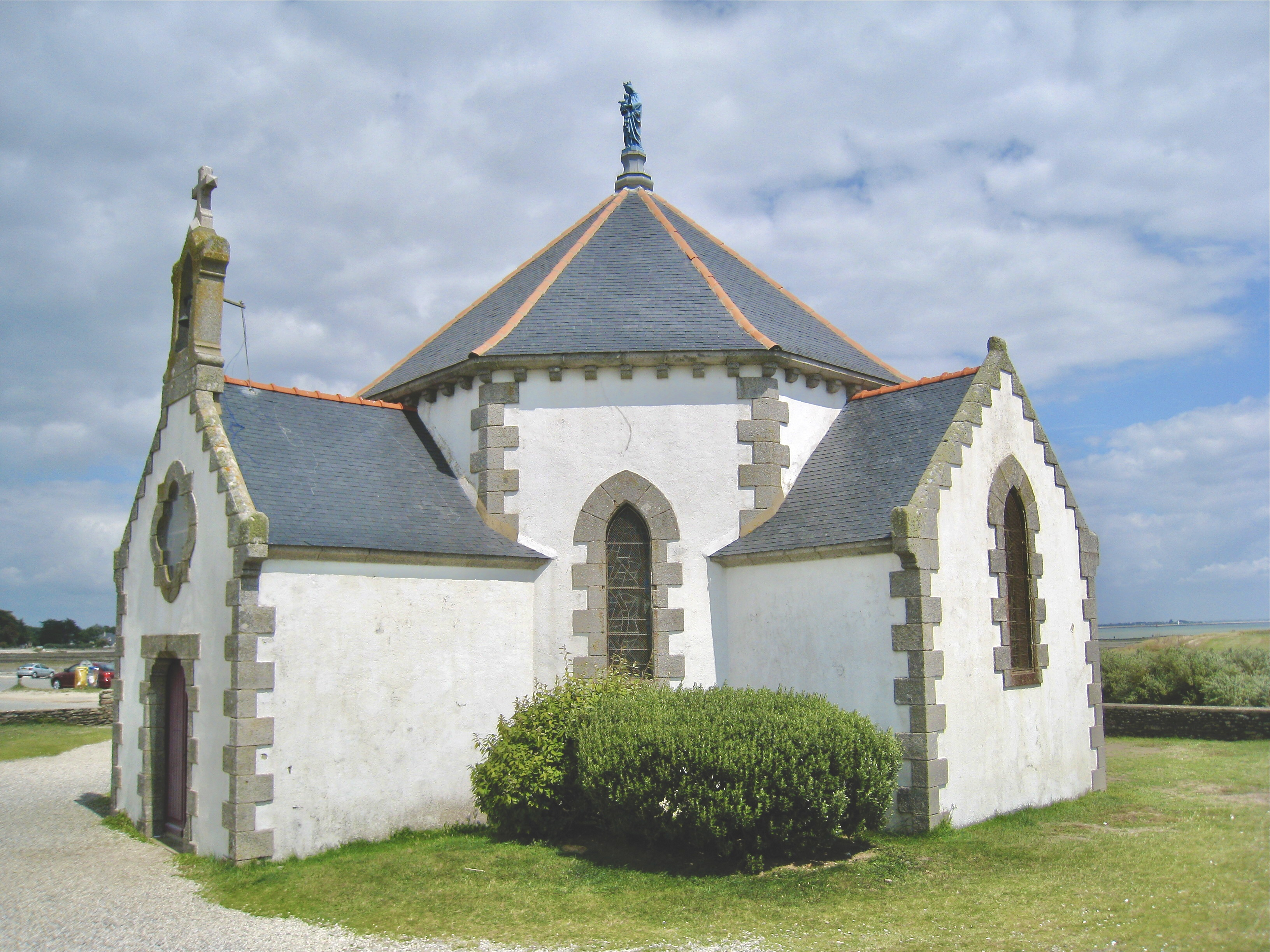
Capella de Penvins
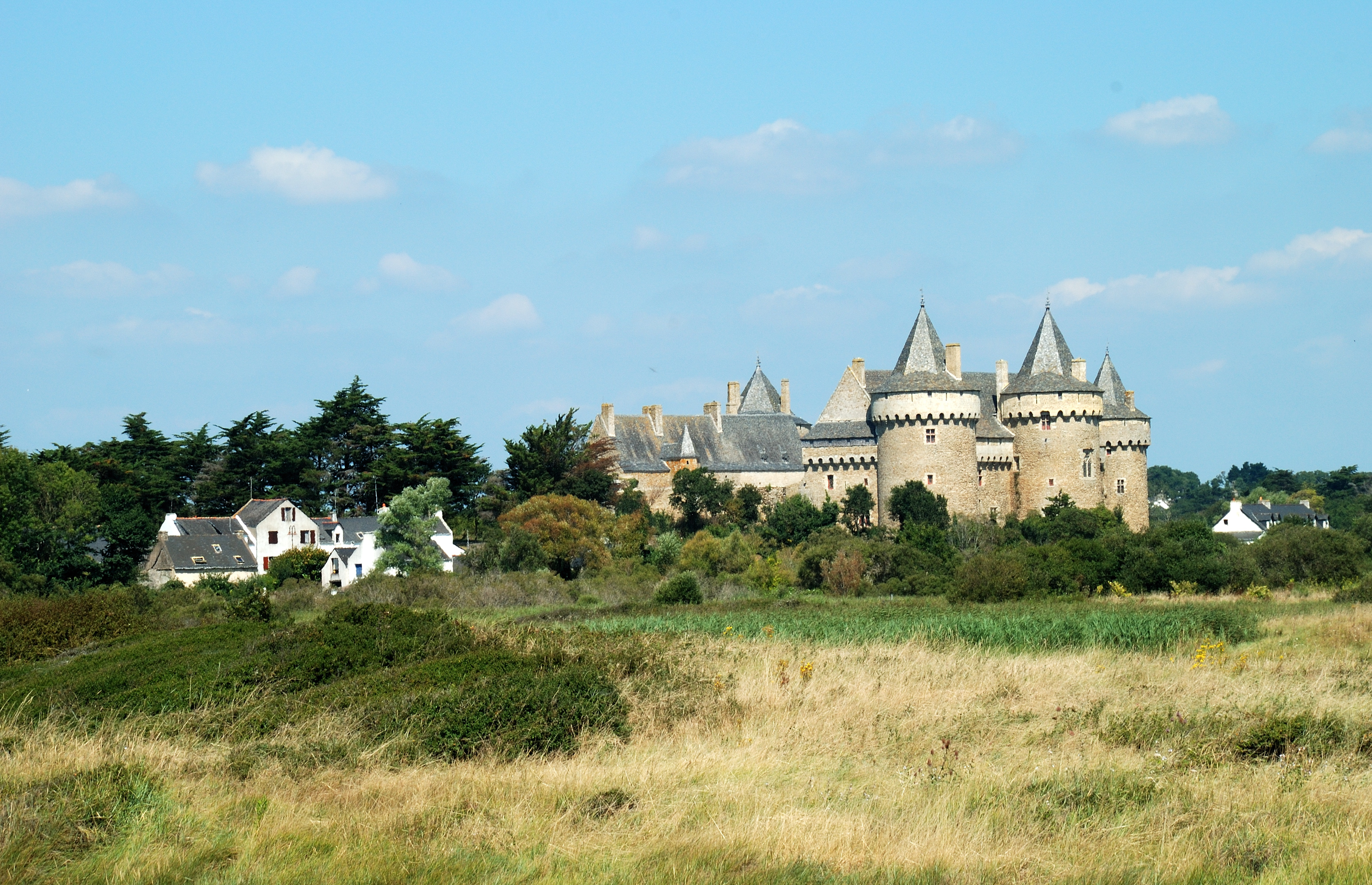
Castell de Suscinio
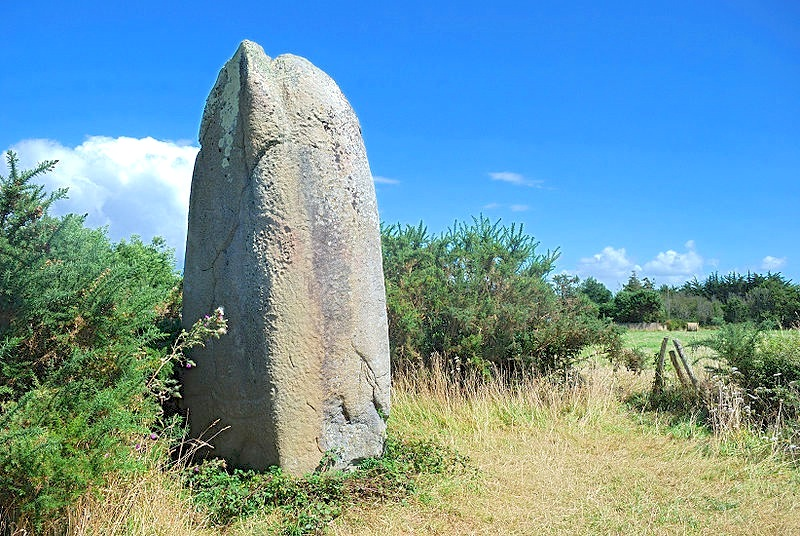
Menhir de Kermaillard